# Victorià Ametller i Vilademunt
Victorià Ametller i Vilademunt (Banyoles, 1818 - Alcalá de Henares, 1884) era un militar i polític català progressista. Fou membre de grups polítics progressistes durant el segle xix. A la Guerra dels Matiners, Ametller fou el cap més destacat de les diverses i petites partides republicanes que lluitaren contra les partides carlines. Va arribar al grau de brigadier. Més endavant va esdevenir diputat a les Corts. Va publicar diverses obres de caràcter militar sobre l'exèrcit.

## Obres
- Los mártires de la libertad española; Madrid; 1852[1]
- Juicio crítico de la guerra de África; Madrid; 1881[1]
- Ideas sobre la reforma de las fuerzas armadas en España; Madrid; 1870[1]
- Un ejército para el rey o un ejército para la pátria; Madrid; 1887[1]